# 拉莫伊爾鎮區 (伊利諾伊州比羅縣)
拉莫伊爾鎮區（英語：Lamoille Township）是位於美國伊利諾伊州比羅縣的一個行政鎮區。

## 地方資料
根據2010年美國人口普查的數據，拉莫伊爾鎮區的面積為97.60平方千米，當中陸地面積為97.60平方千米，而水域面積為0.00平方千米。當地共有人口1122人，而人口密度為每平方千米11.5人。